# 莫勒聖尼古拉區
莫勒聖尼古拉區，是海地的區，位於該國西北部。
1492年，哥伦布曾经在当地登陆，1697年被命名为莫勒-圣尼古拉，1750年成为当地的军事基地，法国人在当地建造了数座弹药库。它曾几乎在1842年海地角地震中被摧毁。现在，因过度采伐，当地已经如美国的亚利桑那州一样荒凉。